# District de Moramanga
Le district de Moramanga est un district du Centre-Est de Madagascar situé dans la région d'Alaotra-Mangoro.